# Pierre Dervaux
Pierre Dervaux (Juvisy-sur-Orge, 3 de enero de 1917 - Marsella, 20 de febrero de 1992) fue un director de orquesta, compositor y profesor de música francés.

## Biografía
Dervaux nació en 1917 en la comuna francesa de Juvisy-sur-Orge. Estudió contrapunto y armonía con Marcel Samuel-Rousseau, Jean Gallon y Noël Gallon, piano con Isidore Philipp, Armand Ferté e Yves Nat.
De 1947 a 1953 fue director de la Ópera cómica y de 1956 hasta 1972 de la Ópera de París. En 1959 dirigió el estreno de Dialogues des Carmélites de Francis Poulenc. Entre 1949 - 55 fue vicepresidente de los Conciertos Pasdeloup, de 1971-79 fue presidente y director de orquesta de los Conciertos Colonne y desde 1968 - 75 dirigió la Orquesta Sinfónica de Quebec.
Fue además catedrático de la École Normale de Musique de Paris y del Conservatorio de Montreal. Fue jurado y presidente del jurado del concurso internacional de dirección orquestal de Besanzón.

## Premios y reconocimientos
- Oficial de la Orden Nacional de la Legión de Honor.
- Oficial de la Orden Nacional del Mérito.
- Oficial de la Orden de las Artes y las Letras.